# La Chapelle-de-Mardore
La Chapelle-de-Mardore is een voormalige gemeente in het Franse departement Rhône in de regio Auvergne-Rhône-Alpes en telt 157 inwoners (1999).

## Geschiedenis
Op 1 januari 2013 fuseerde de gemeente met Bourg-de-Thizy, Mardore, Marnand en Thizy tot de huidige gemeente Thizy-les-Bourgs.

## Geografie
De oppervlakte van La Chapelle-de-Mardore bedraagt 5,8 km², de bevolkingsdichtheid is 27,1 inwoners per km².
De onderstaande kaart toont de ligging van La Chapelle-de-Mardore met de belangrijkste infrastructuur en aangrenzende gemeenten.

## Demografie
Onderstaande figuur toont het verloop van het inwonertal (bron: INSEE-tellingen).